# Marie de Gournay
 (4 avril 2016).
Marie de Gournay  (née Marie Le Jars), née probablement le 6 octobre 1565 à Paris et morte le 13 juillet 1645 à Paris, est une femme de lettres et philosophe française des XVIe et XVIIe siècles et « fille d’alliance » de Michel de Montaigne, dont elle publia en 1595 la troisième édition des Essais, augmentée de toutes les corrections manuscrites du philosophe. En tant qu'écrivaine érudite, elle choisit de vivre de ses écrits.

## Biographie
|  |

### Enfance
Marie Le Jars naît à Paris, probablement ou au plus tôt, le 6 octobre 1565 .
Son père, Guillaume Le Jars, conseiller du Roi et trésorier, achète un château et une seigneurie à Gournay-sur-Aronde avant de mourir en 1578. Marie, qui n’a que treize ans, est l’aînée de six enfants.

Sa mère, Jeanne de Hacqueville, d'une famille de gens de justice , décide de s'établir avec ses enfants à Gournay. Se souciant peu des dispositions intellectuelles de sa fille, elle éduque Marie en suivant le « code féminin » de la noblesse de l’époque, en d'autres termes leur enseigner le catéchisme et la couture. Marie ne semble pas s’en contenter. Elle fait le choix de se plonger dans les livres et d'apprendre en autodidacte le latin et le grec.

### Rencontre avec Montaigne
C’est en 1583, vers l’âge de dix-huit ans qu’elle découvre la première édition des Essais de Michel de Montaigne qui la « transportent (transsissoient) d’admiration » dit-elle. Elle ne rêve plus que de rencontrer cet homme.
En 1586, à 21 ans, Marie de Gournay, quittant sa demeure du Beauvaisis, s’installe seule à Paris.
En 1588, elle fait parvenir à Montaigne un billet lui faisant part de son ardent désir de le voir. Ils se rencontrent le lendemain même. Elle a vingt-trois ans et lui cinquante-cinq.
Dans les mois qui suivent, Montaigne fait quelques séjours d’une semaine au château de Gournay. C’est au cours d’une promenade, après une lecture commune de Plutarque, qu’elle lui aurait raconté l’histoire publiée en 1594 sous le titre : Le Proumenoir de Monsieur de Montaigne. Celle-ci s'inspire également d'une œuvre de Claude de Taillemont, Les Discours des Champs Faëz. Peut-être ont-ils eu une relation amoureuse car il écrit « l’aimer beaucoup plus que paternellement », « Je ne regarde plus qu’elle au monde », parle de son affection « plus que surabondante », de la « véhémente façon dont elle m’aima et me désira longtemps » et vante ses prouesses intellectuelles. Du moins, il s'agit d'un coup de foudre intellectuel qui s'ensuit d'une amitié et d'une admiration mutuelle. Il lui attribue au chapitre XVII du livre II des « Essais » le titre de « fille d’alliance ».
Marie n’eut plus l’occasion de revoir  Montaigne. Cependant, elle correspond régulièrement avec lui.

### Éditrice et écrivaine
Montaigne meurt en 1592, mais Marie de Gournay n’apprend sa mort que quinze mois plus tard.
Françoise de Montaigne, la veuve du philosophe, lui fait parvenir une copie annotée des Essais de 1588 et la prie de se charger de la publication. La philosophe se met au travail pour faire paraître la première édition posthume des « Essais », augmentée d'une longue préface dans laquelle elle défend les idées de Montaigne (de même que sa façon singulière de croiser latinismes et néologismes), ainsi qu'un ajout de passages de traductions latines.
Après la mort de sa mère en 1594, elle voyage avec Jean d'Espagnet et son épouse, puis séjourne quinze mois à Montaigne, auprès de Madame de Montaigne et de sa fille Léonor, sa « sœur d’alliance ».

« Quand un homme est assez généreux pour vouloir à sa mort que personne ne soit triste, il est de ceux qui laissent leurs proches inconsolables. »

Lorsque Marie de Gournay fait face à de sérieuses difficultés financières, son frère, Charles, est obligé de vendre les propriétés familiales, notamment Gournay en 1608.
Elle vit à Paris et s’intéresse aux questions politiques et sociales. Elle fréquente l'érudit et homme de lettres et de sciences Henri Louis Habert de Montmor. Juste Lipse, autre célèbre érudit, la présente à toute l’Europe comme une femme lettrée. Mais, à cette époque, il est très difficile pour une femme de faire valoir son droit à « penser ».
Elle fait aussi des traductions de Salluste, Ovide, Virgile, Tacite, des vers sur ses chats, sur Léonore et Jeanne d'Arc, critique les « Précieuses », adapte Ronsard, écrit sur l’instruction des Princes.

Elle effectue un travail remarquable sur les Essais de Montaigne en traduisant les citations latines, précisant les références, annotant et précisant le texte.
Sous le Second Empire, le bibliographe Pierre Deschamps (1821-1906), citant dans un ouvrage une satire violente contre Louis de Montgommery imprimée à Niort en 1610, la dit également visée avec un certain Le Pelletier en leur qualité "d'amis des Jésuites" (Proces du tres meschant et détestable parricide Fr. Ravaillac...etc  - Paris, Aubry, 1858, p.430).

### Féministe
|  |

Sans cesse calomniée (qu'il soit question de sa vie personnelle ou de son œuvre), elle n'en demeure pas moins prolifique. Elle veille à se construire un réseau de protecteurs en offrant sa plume à la reine Marguerite de Valois, Henri IV, Marie de Médicis, Louis XIII, la marquise de Guercheville, les ministres Villeroy et Jeannin, Richelieu… Elle obtient ainsi le privilège d'éditer ses propres œuvres. Richelieu lui offre une modeste pension royale.
Elle vit et pense en féministe ; elle publie en 1622 Égalité des hommes et des femmes, et en 1626 Les Femmes et Grief des Dames où elle prône l’égalité absolue entre les sexes, ni misogynie, ni philogynie. Dans le premier livre, elle étudie notamment les différences hiérarchiques entre les sexes, invitant à les dépasser.
Célibataire par choix au nom de l'écriture, elle subvient seule à ses besoins. Catholique, elle est hostile aux protestants, mais côtoie des libertins comme Théophile de Viau, Gabriel Naudé, La Mothe Le Vayer – à qui elle lèguera sa bibliothèque, qu’elle avait héritée de Montaigne (qui l’avait lui-même annotée et héritée de La Boétie).
Marie de Gournay meurt à Paris le 13 juillet 1645, à l’âge de soixante-dix-neuf ans ; elle est enterrée à l’église Saint-Eustache (ou à Saint-Séverin ?) .

## Œuvres et publications
- Œuvres complètes : Les advis ou Les présens de la demoiselle de Gournay ; T. Du Bray, 1634 Lire en ligne sur Gallica
- avant 1588 : un sonnet et une ode dans les « Regrets funèbres sur la mort d'Aymée ». In Œuvres de Pierre de Brach (Le Tombeau d'Aymée)
- 1594 : Le Proumenoir de Monsieur de Montaigne (lire en ligne)
- 1595 : Préface des Essais de Michel, seigneur de Montaigne, lire en ligne sur Gallica, in Les Essais de Michel Seigneur de Montaigne
- 1595 : Hommage en prose à Jean de Sponde, dans Response du Feu Sieur de Sponde…
- 1598 : Préface sur des Essais de Michel, seigneur de Montaigne, in Les Essais de Michel Seigneur de Montaigne
- 1608 : Bienvenue de Monseigneur le duc d'Anjou (lire en ligne)
- 1610 : Adieu de l'Ame du Roy de France et de Navarre Henry le Grand, avec la Défense des Pères Jésuites (lire en ligne)
- 1610 - Adieu de l'ame du Roy à la Reyne Regente son espouse - Priere pour l'ame du mesme Roy, escrite à son trépas - Gratification à Venise sur une victoire - Institution du Prince - Du langage François - De la medisance - Des fausses devotions, Si la vangeance est licite - Antipathie des ames basses et hautes - Consideration sur quelques contes de Cour - Advis à quelques gens d'Église - Que les grands esprits et les gens de bien s'entrecherchent - De la neantise de la commune vaillance de ce temps et du peu de prix de la qualité de Noblesse - Que l'integrité suit la vraye suffisance - Sur la version des Poètes antiques, ou des Metaphores - Égalité des hommes et des femmes - Chrysante, ou convalescence d'une petite fille - Des Vertus vicieuses - Des Rymes - Des diminutifs François - Des grimaces mondaines - De l'impertinente amitié - Des sottes ou presomptives finesses - Grief des Dames - Défense de la Poësie et du langage des Poètes - Advis sur la nouvelle edition du Promenoir - Promenoir - Apologie pour celle qui escrit - Lettre sur l'art de traduire les Orateurs - Version d'une Oraison de Tacite - Version d'une Oraison de Salluste - Epistre de Laodamie traduicte d'Ovide - Seconde Philippique de Ciceron traduicte - De la façon d'escrire de Messieurs du Perron et Bertault, qui sert d'Advertissement sur les Poesies de ce volume - Partie du Premier de l'Æneide, commençant où monsieur le Cardinal du Perron acheve de le traduire - Second de l'Æneide traduict - Partie du Quatriesme de l'Æneide, commençant comme dessus après monsieur le Cardinal, Bouquet de Pynde, composé de fleurs diverses - Si ce Livre me survit…
- 1619 : Versions de quelques pièces de Virgile, Tacite, Salluste, avec L'Institution de Monseigneur, frère unique du Roy (comprend également un « traicté sur la Poësie »).
- 1620 : Eschantillons de Virgile
- 1620 : deux poèmes dans Les Muses en deuil
- 1621 : Traductions. Partie du Quatriesme de l'Eneide, avec une oraison de Tacite, et une de Salluste
- 1622 : Égalité des Hommes et des Femmes
- 1624 : Remerciement au Roy (lire en ligne)
- 1626 : L’ombre – œuvre composée de mélanges – L’homme est l’ombre d’un songe & son œuvre est son ombre qui comprend : De l'éducation des Enfans de France - Naissance des Enfans de France - Exclamation sur l'assassinat deplorable de l'année (lire en ligne)
- 1626 : Le Grief des dames
- 1628 : trois poèmes, in Recueil de plusieurs inscriptions proposées pour remplir les Tables d'attente estans sous les statues du Roy Charles VII et de la Pucelle d'Orléans...
- 1634 : Les Advis ou les Presens (ajoute à L'Ombre : Discours sur ce livre à Sophrosine, Oraison du Roy à S. Louys durant le siège de Rhé, Première delivrance de Casal, De la témérité et la traduction du VIe livre de l'Énéide) (lire en ligne).
- 1635 : un poème, in Le Sacrifice des Muses
- 1635 : un poème, in Le Parnasse royal
- 1641 : réédition des Advis (lire en ligne)
- 1642 : deux épigrammes, in Le Jardin des Muses
- 1644 : une épigramme, in L'Approbation du Parnasse qui précède Les Chevilles de Me Adam Menuisier de Nevers

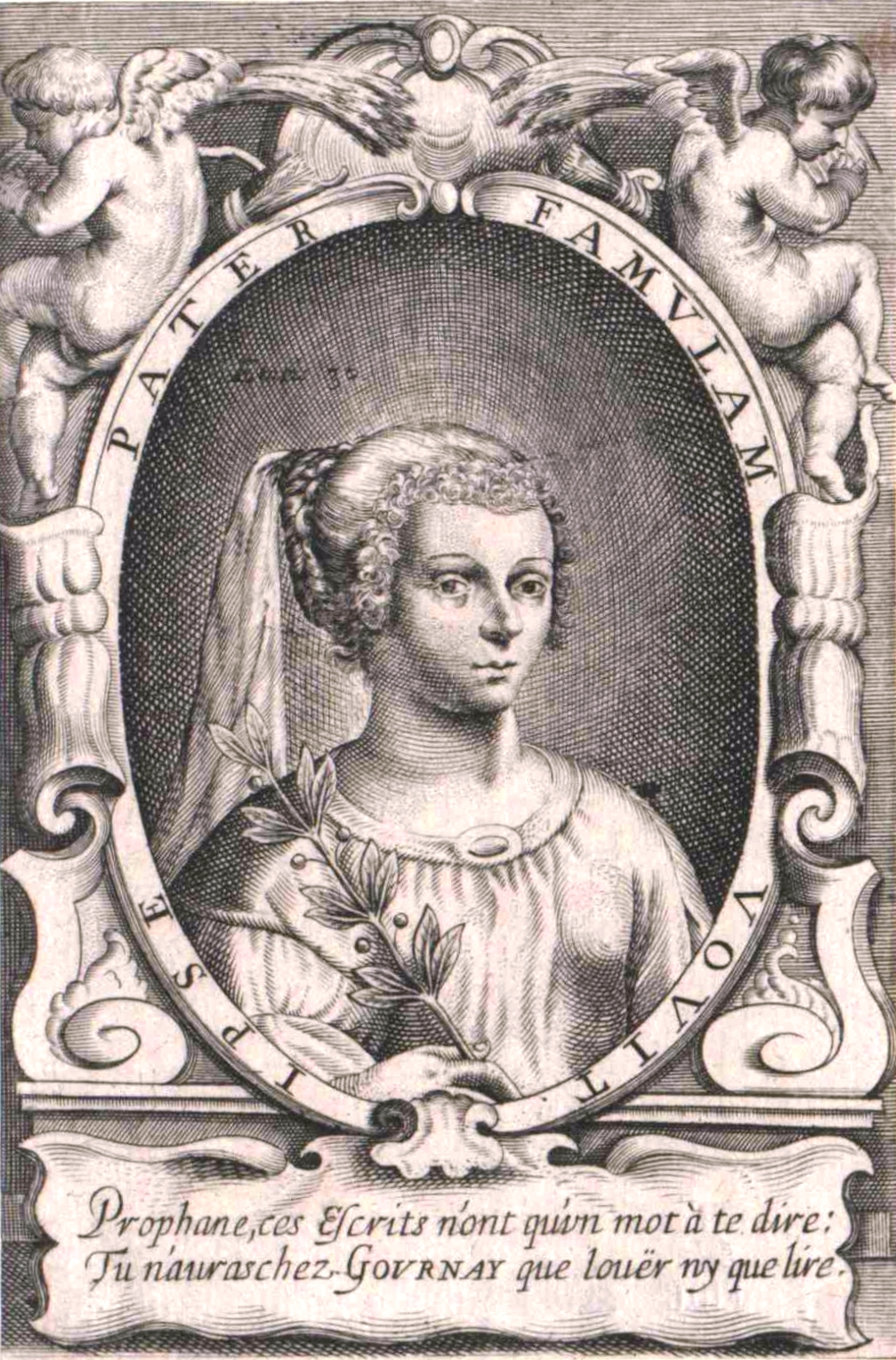
Marie de Gournay.